# Eleições estaduais no Espírito Santo em 1947
As eleições estaduais no Espírito Santo em 1947 ocorreram em 19 de janeiro como parte das eleições gerais no Distrito Federal, em 20 estados e nos territórios federais do Acre, Amapá, Rondônia e Roraima.No Espírito Santo o PSD elegeu o governador Carlos Lindenberg (o vice-governador José Rodrigues Sette seria eleito posteriormente por via indireta), o senador Jones dos Santos Neves e fez a maior bancada entre os 32 deputados estaduais eleitos.
O novo governador capixaba é Carlos Lindenberg. Nascido em Cachoeiro de Itapemirim é advogado formado em 1922 pela Universidade Federal do Rio de Janeiro e foi vice-presidente da Associação Comercial do Espírito Santo. Eleito deputado federal em 1933, fez parte da Assembleia Nacional Constituinte que redigiu a Constituição de 1934, ano em que foi reeleito. Em 1935 ocupou a Secretaria de Fazenda e a Secretaria de Agricultura no governo João Punaro Bley e ainda no Estado Novo deixou os cargos e foi diretor da Junta de Conciliação e Julgamento em Vitória. Filiado ao PSD elegeu-se deputado federal pelo Espírito Santo em 1945 e após dois anos chegou ao Palácio Anchieta onde já estiveram os seus tios, Jerônimo Monteiro e Bernardino Monteiro.
Em 30 de novembro de 1947 aconteceu a eleição indireta do vice-governador José Rodrigues Sette. Pernambucano nascido em Cabo de Santo Agostinho e formado em Direito pela Universidade Federal de Pernambuco em 1906, foi promotor de justiça em Ipojuca até ser exonerado em 1912, quando chegou ao Espírito Santo. Fundador do Instituto Histórico e Geográfico do Espírito Santo, do Instituto dos Advogados do Estado do Espírito Santo e membro do Conselho Provisório da seção capixaba da Ordem dos Advogados do Brasil a partir de 1932, foi promotor de justiça em Colatina e advogado em Vitória, onde dirigiu o jornal O Comércio, fundou a Escola de Comércio de Vitória e dirigiu o Diário Oficial do Estado. Delegado auxiliar de polícia no governo Jerônimo Monteiro e secretário de Educação no governo Bernardino Monteiro, foi secretário de Justiça e procurador-geral do estado por três vezes. Antes fora eleito deputado estadual em 1928. Professor da Universidade Federal do Espírito Santo e do Colégio Estadual de Vitória, integrou o Conselho Penitenciário e o Conselho Consultivo no Governo de João Punaro Bley. Foi o último interventor federal nomeado por Getúlio Vargas para governar os capixabas e meses antes de ser escolhido vice-governador eleito fora eleito suplente do senador Jones dos Santos Neves no início do referido ano via PSD.
Para completar a tríade capixaba no Senado Federal foi eleito Jones dos Santos Neves. Formado em Medicina e Farmácia pela Universidade Federal do Espírito Santo, ele nasceu em São Mateus e foi nomeado interventor no Espírito Santo em 1943 em substituição a João Punaro Bley permanecendo no cargo por dois anos. Militante do PSD, foi eleito senador em 1947.

## Resultado da eleição para governador
Conforme o Tribunal Superior Eleitoral houve 90.976 votos nominais (96,21%), 2.213 votos em branco (2,34%) e 1.369 votos nulos (1,45%) resultando no comparecimento de 94.558 eleitores.
| Candidato a governador(a) do estado | Candidato a vice-governador(a) | Número | Coligação                      | Votação | Percentual |
| ----------------------------------- | ------------------------------ | ------ | ------------------------------ | ------- | ---------- |
| Carlos Lindenberg PSD               | Ver abaixo -                   | -      | Nome não disponível (PSD, UDN) | 59.008  | 64,86%     |
| Atílio Vivacqua PR                  | Ver abaixo -                   | -      | PR (sem coligação)             | 31.968  | 35,14%     |

## Resultado da eleição para vice-governador
Conforme o Tribunal Superior Eleitoral houve 82.839 votos nominais (81,74%), 15.936 votos em branco (15,72%) e 2.576 votos nulos (2,54%) resultando no comparecimento de 101.351 eleitores.
| Candidato a vice-governador(a) | Candidato a governador(a) do estado | Número | Coligação                      | Votação | Percentual |
| ------------------------------ | ----------------------------------- | ------ | ------------------------------ | ------- | ---------- |
| José Rodrigues Sette PSD       | Ver acima -                         | -      | Nome não disponível (PSD, UDN) | 55.152  | 66,58%     |
| Eleosippo Cunha PR             | Ver acima -                         | -      | PR (sem coligação)             | 27.687  | 33,42%     |

## Resultado da eleição para senador
Conforme o Tribunal Superior Eleitoral houve 86.918 votos nominais (91,92%), 6.042 votos em branco (6,39%) e 1.518 votos nulos (1,69%) resultando no comparecimento de 94.558 eleitores.
| Candidatos a senador da República | Candidatos a suplente de senador | Número | Coligação                      | Votação | Percentual |
| --------------------------------- | -------------------------------- | ------ | ------------------------------ | ------- | ---------- |
| Jones dos Santos Neves PSD        | Ver abaixo -                     | -      | Nome não disponível (PSD, UDN) | 50.093  | 57,63%     |
| João Punaro Bley PDC              | Ver abaixo -                     | -      | PDC (sem coligação)            | 20.840  | 23,98%     |
| Ponciano dos Santos PRP           | Ver abaixo -                     | -      | PRP (sem coligação)            | 14.762  | 16,98%     |
| Mileto Rizzo UDN                  | Ver abaixo -                     | -      | UDN (sem coligação)            | 1.223   | 1,41%      |

## Resultado da eleição para suplente de senador
Conforme o Tribunal Superior Eleitoral houve 86.014 votos nominais (90,96%), 7.610 votos em branco (8,05%) e 934 votos nulos (0,99%) resultando no comparecimento de 94.558 eleitores.

### Chapa do PSD
| Candidatos a suplente de senador | Candidatos a senador da República | Número | Coligação                      | Votação | Percentual |
| -------------------------------- | --------------------------------- | ------ | ------------------------------ | ------- | ---------- |
| José Rodrigues Sette PSD         | Ver acima -                       | -      | Nome não disponível (PSD, UDN) | 44.794  | 52,08%     |
| Messias Chaves PSD               | Ver acima -                       | -      | Nome não disponível (PSD, UDN) | 3.047   | 3,54%      |
| Ourique de Aguiar PSD            | Ver acima -                       | -      | Nome não disponível (PSD, UDN) | 1.437   | 1,67%      |

### Chapa do PDC
| Candidatos a suplente de senador | Candidatos a senador da República | Número | Coligação           | Votação | Percentual |
| -------------------------------- | --------------------------------- | ------ | ------------------- | ------- | ---------- |
| Justiniano de Melo e Silva PDC   | Ver acima -                       | -      | PDC (sem coligação) | 11.930  | 13,87%     |
| Astolfo Lobo PDC                 | Ver acima -                       | -      | PDC (sem coligação) | 5.942   | 6,91%      |
| Mário Correia Lima PDC           | Ver acima -                       | -      | PDC (sem coligação) | 3.157   | 3,67%      |

### Chapa do PRP
| Candidatos a suplente de senador | Candidatos a senador da República | Número | Coligação           | Votação | Percentual |
| -------------------------------- | --------------------------------- | ------ | ------------------- | ------- | ---------- |
| Lauro Nogueira PRP               | Ver acima -                       | -      | PRP (sem coligação) | 14.483  | 16,84%     |

### Chapa da UDN
| Candidatos a suplente de senador | Candidatos a senador da República | Número | Coligação           | Votação | Percentual |
| -------------------------------- | --------------------------------- | ------ | ------------------- | ------- | ---------- |
| Luiz de Mendonça UDN             | Ver acima -                       | -      | UDN (sem coligação) | 1.224   | 1,42%      |

## Deputados estaduais eleitos
Estavam em jogo 32 cadeiras da Assembleia Legislativa do Espírito Santo.

Representação eleita
  PSD: 14
  UDN: 6
  PR: 4
  PRP: 2
  PDC: 2
  PTB: 2
  PRD: 1
  PCB: 1

| Deputados estaduais eleitos  | Partido | Votação | Percentual | Cidade onde nasceu      | Unidade federativa |
| Dulcino Monteiro             | UDN     | 3.155   | 3,33%      | Campos dos Goytacazes   | Rio de Janeiro     |
| Alfredo Antônio              | PSD     | 2.207   | 2,33%      | Serra                   | Espírito Santo     |
| Américo de Aguiar            | PSD     | 2.132   | 2,25%      | Cariacica               | Espírito Santo     |
| Alberto Stange Júnior        | PRD     | 2.057   | 2,17%      | Santa Leopoldina        | Espírito Santo     |
| Otto de Oliveira Neves       | PSD     | 1.786   | 1,88%      | Vitória                 | Espírito Santo     |
| Pedro Salermo                | PSD     | 1.744   | 1,84%      | Cachoeiro de Itapemirim | Espírito Santo     |
| Argeu Lorenzoni              | UDN     | 1.676   | 1,77%      | Linhares                | Espírito Santo     |
| Odilon Castelo               | PSD     | 1.626   | 1,71%      | São Mateus              | Espírito Santo     |
| Roberto Arnizaut Silvares    | UDN     | 1.551   | 1,64%      | São Mateus              | Espírito Santo     |
| Jasson Martins               | PR      | 1.439   | 1,52%      | Guarapari               | Espírito Santo     |
| Aristides Campos             | PR      | 1.425   | 1,50%      | Vitória                 | Espírito Santo     |
| Otaviano Santos              | PSD     | 1.422   | 1,50%      | Colatina                | Espírito Santo     |
| Hildo Garcia                 | PSD     | 1.383   | 1,46%      | Aracruz                 | Espírito Santo     |
| Pedro Vieira                 | PR      | 1.329   | 1,40%      | Viana                   | Espírito Santo     |
| Sebastião da Silva Marreco   | PRP     | 1.319   | 1,39%      | Santa Teresa            | Espírito Santo     |
| Lauro Ferreira Pinto         | PSD     | 1.273   | 1,34%      | Nova Venécia            | Espírito Santo     |
| Cícero Alves                 | PSD     | 1.213   | 1,28%      | Porciúncula             | Rio de Janeiro     |
| Judith Leão Castello Ribeiro | PSD     | 1.170   | 1,23%      | Serra                   | Espírito Santo     |
| Mileto Rizzo                 | UDN     | 1.140   | 1,20%      | Barra de São Francisco  | Espírito Santo     |
| Wilson Cunha                 | PR      | 1.096   | 1,15%      | São Mateus              | Espírito Santo     |
| Honório Fraga                | PSD     | 1.065   | 1,12%      | Muqui                   | Espírito Santo     |
| Luís de Lima Freitas         | PSD     | 1.074   | 1,13%      | Santa Maria de Jetibá   | Espírito Santo     |
| Benjamim de Carvalho Campos  | PCB     | 999     | 1,05%      | Marataízes              | Espírito Santo     |
| Fernando Duarte Rabelo       | PDC     | 949     | 1,00%      | São Gabriel da Palha    | Espírito Santo     |
| Valdemar Mendes              | PSD     | 928     | 0,98%      | Natividade              | Rio de Janeiro     |
| Saturnino Rangel Mauro       | PTB     | 896     | 0,94%      | Vila Velha              | Espírito Santo     |
| Josafá dos Santos Gomes      | PRP     | 887     | 0,93%      | Castelo                 | Espírito Santo     |
| Jofre Virgílio Lobo          | PDC     | 845     | 0,89%      | Itapemirim              | Espírito Santo     |
| Placidino Passos             | PSD     | 827     | 0,87%      | Aracruz                 | Espírito Santo     |
| José Monteiro Peixoto        | PTB     | 823     | 0,87%      | Domingos Martins        | Espírito Santo     |
| Moacir Brotas                | UDN     | 752     | 0,79%      | Neópolis                | Sergipe            |
| Pedro Feu Rosa               | UDN     | 744     | 0,78%      | Vitória                 | Espírito Santo     |